# Lophocebus
Lophocebus is een geslacht uit de familie apen van de Oude Wereld (Cercopithecidae). Dit geslacht bestaat uit twee tot zes soorten. Sommige auteurs rekenen namelijk alle ondersoorten als aparte soorten.

## Taxonomie
- Geslacht: Lophocebus (2 soorten)
  - Soort: Lophocebus aterrimus – Kuifmangabey
    - Ondersoort: Lophocebus aterrimus aterrimus
    - Ondersoort: Lophocebus aterrimus opdenboschi

  - Soort: Lophocebus albigena – Grijswangmangabey
    - Ondersoort: Lophocebus albigena albigena
    - Ondersoort: Lophocebus albigena johnstoni
    - Ondersoort: Lophocebus albigena osmani
    -  Ondersoort: Lophocebus albigena ugandae